# Palparellus ulrike
Palparellus ulrike är en insektsart som beskrevs av Mansell 1996. Palparellus ulrike ingår i släktet Palparellus och familjen myrlejonsländor. Inga underarter finns listade i Catalogue of Life.